# Octavio Uña Juárez

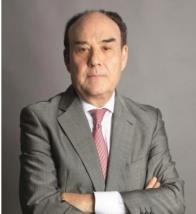
Octavio Uña Juárez. Catedrático y escritor

Octavio Uña Juárez (Brime de Sog, 15 de diciembre de 1945) es un catedrático y escritor español. 
Tiene en su haber cinco licenciaturas (en Filosofía y Letras, Psicología, Ciencias Políticas y Sociología por la Universidad Complutense y en Filosofía y Ciencias Humanas y en Teología por la Universidad de Comillas) y es doctor en Ciencias Políticas y Sociología por la Universidad Complutense de Madrid. Ha ganado tres cátedras por oposición en tres universidades españolas (Universidad de Santiago, Universidad de Castilla - La Mancha y Universidad Rey Juan Carlos). Es autor de una amplia obra científica y literaria.

## Reseña biográfica
Octavio Uña, profesor y escritor español. Tiene en su haber cinco licenciaturas (en Filosofía y Letras, Psicología, Ciencias Políticas y Sociología por la Universidad Complutense y en Filosofía y Ciencias Humanas y en Teología por la Universidad de Comillas) y es doctor en Ciencias Políticas y Sociología y Premio Extraordinario de Doctorado por la Universidad Complutense de Madrid, donde ha ejercido la docencia durante muchos años, como Profesor contratado, Profesor titular y Catedrático de Sociología en comisión de servicios. Ha ganado tres cátedras de Universidad (Sociología) por oposición en tres universidades españolas (Universidad de Santiago, Universidad de Castilla - La Mancha y Universidad Rey Juan Carlos),  una agregaduría en la Pontificia de Salamanca y la agregaduría y cátedra de Filosofía de IES con la más alta calificación en ambas convocatorias nacionales. Dos veces becado por el Ministerio de Educación y Ciencia por sus expedientes académicos, ampliando estudios en Alemania, Inglaterra, Bélgica y Estados Unidos.
Durante su carrera docente ha sido Director de departamentos de Ciencias Sociales y Humanidades, de Ciencias Sociales, de Ciencias de la Comunicación y Sociología, Director del área de Sociología, miembro de la Junta de Gobierno, miembro de la Junta de Facultad, del Claustro y de la Junta Consultiva (Universidad Rey Juan Carlos). Miembro de la Junta de Gobierno y del Claustro en la Universidad Complutense de Madrid y en la Universidad Rey Juan Carlos, miembro de la Junta de Facultad en la Universidad Complutense de Madrid, en la Universidad de Castilla - La Mancha, en la Universidad Rey Juan Carlos y en la Pontificia de Salamanca. Miembro del Claustro en la Universidad Pontificia de Salamanca. Director del Área de Sociología de la Universidad de Castilla - La Mancha. Director igualmente de Seminarios de innovación teórica y metodológica de las Ciencias Sociales (Universidad Rey Juan Carlos). 
Ha sido Profesor, Decano, miembro del Patronato y Director del Real Colegio Universitario María Cristina de El Escorial (Universidad Complutense de Madrid) y Director del Anuario Jurídico Escurialense. Decano de la Facultad de Humanidades (Universidad de Castilla-La Mancha). Profesor del Seminario de Estudios Hispánicos en España (Universidades de Carolina del Norte y California), Profesor visitante o invitado por un amplio número de universidades y Centros de Investigación españoles y extranjeros (Portugal, Gibraltar, Italia, Estados Unidos, Francia, Luxemburgo, México, Argentina, Venezuela, Colombia, Puerto Rico, Costa Rica, Egipto, Irak, Australia, Nueva Zelanda, Angola, Arabia Saudí, Cuba, etc.). Profesor del Real Colegio Alfonso XII (San Lorenzo de El Escorial), Instituto VOX, ESIC, Fundación Repsol, entre otros centros. Ha participado en programas académicos y de investigación, cursos de doctorado y ciclos de conferencias en el Instituto de Ciencias Sociales de la UNAM como profesor invitado durante varios años. Delegado del Curso de Orientación Universitaria (UCM). Jefe de la División de información y documentación pedagógica del Instituto de Ciencias de la Educación de la Universidad Complutense (ICEUM).
Sus líneas de investigación más características comprenden la sociología del conocimiento y de la comunicación, la sociología de la cultura, la literatura y el arte y la teoría sociológica. Director, coordinador, investigador principal o investigador de un amplio número de proyectos de investigación nacionales e internacionales. Miembro fundador de la Red de Estudios Interdisciplinarios sobre Ciencia y Tecnología (REICyT), con sede en el Instituto de Investigaciones Sociales de la UNAM (desde 2006 hasta 2016). Miembro fundador y representante para España y Portugal de la Asociación Iberoamericana de Estudios sobre Fronteras, con sede en la Universidad de Baja California (Tijuana, México), desde 1989. Miembro de comités científicos (Teoría sociológica, Sociología de la cultura y de las artes, Sociología de la comunicación y del lenguaje) de la Federación Española de Sociología (FES). Director de proyectos de investigación del Ministerio de Defensa (CESEDEN), autor y editor del Diccionario de Sociología (ESIC). Director de cuarenta y cuatro tesis doctorales.
Profesor de Cursos de Doctorado y de Programas de doctorado (UCM, USC, UCLM, URJC, UAM (Universidad Autónoma de Madrid), UNAM, entre otras universidades), Profesor Extraordinario de Cursos de Doctorado y Programas de doctorado en la Facultad de Ciencias Políticas y Sociología de la UPSA (desde 1987 hasta 2017). Fundador y director del máster en Gestión e Investigación de la Comunicación Empresarial (Universidad Rey Juan Carlos, desde 2006 hasta 2016). Profesor del máster en Relaciones Internacionales y Diplomacia, y vocal de la Comisión Académica, en la Escuela Diplomática de Madrid, del Ministerio de Asuntos Exteriores y de Cooperación (desde 2005 hasta 2017). Presidente del Comité Científico del Congreso Nacional de Sociología en Castilla - La Mancha (Asociación Castellano - Manchega de Sociología), anual (siete de sus XXVII ediciones han sido internacionales), desde 1995 hasta el presente. Ha participado igualmente en los catorce congresos nacionales de la Federación Española de Sociología (FES).
Fundador de la Asociación Castellana de Sociología (hoy, Madrileña), fundador y Presidente (desde 1995 hasta el presente) de la Asociación Castellano - Manchega de Sociología (ACMS) y fundador y director de su revista de ciencias sociales Barataria (1998-2014). Vocal del Consejo Federal de la Federación Española de Sociología (FES), desde 1995 hasta el presente. Presidente del instituto Ciencia y Sociedad, Madrid (desde 2003 hasta 2015). Ha sido Presidente de la Asociación de las Castillas y León (Barcelona), igualmente Presidente del Instituto de Estudios Poéticos Hispánicos (Madrid-México, 2003-2014), siendo en la actualidad Vicepresidente de la Academia Iberoamericana de Escritores y Periodistas. Vicepresidente de la Sección de Literatura del Ateneo de Madrid. Presidente del Jurado de los Premios de Ensayo Breve en Ciencias Sociales "Fermín Caballero", Toledo (desde 2002 hasta el presente). Miembro del Jurado de Humanidades del Premio "San Viator" de Investigación en Ciencias y Humanidades, Colegio San Viator, Madrid (desde 2005 hasta 2016). Miembro del Jurado de los premios Literarios de Poesía "Cafetín Croché", San Lorenzo de El Escorial (desde 1985 hasta el presente). Vocal del Jurado del Premio "Cátedra China". Vocal del Jurado del Premio Nacional de Ensayo y vocal del Jurado del Premio Nacional de las Letras Españolas.

## Homenaje
El día 12 de noviembre de 2019, Octavio Uña Juárez fue homenajeado por su trayectoria en el Ateneo de Madrid. Se dieron cita en dicho acto personalidades del mundo académico y de la cultura. Durante dicho acto se presentó el libro homenaje "Intellectum Valde Ama" - Ama Intensamente la inteligencia, editado por Rafael Lazcano. En este libro se recogen más de 300 intervenciones de profesores, escritores, poetas y académicos.

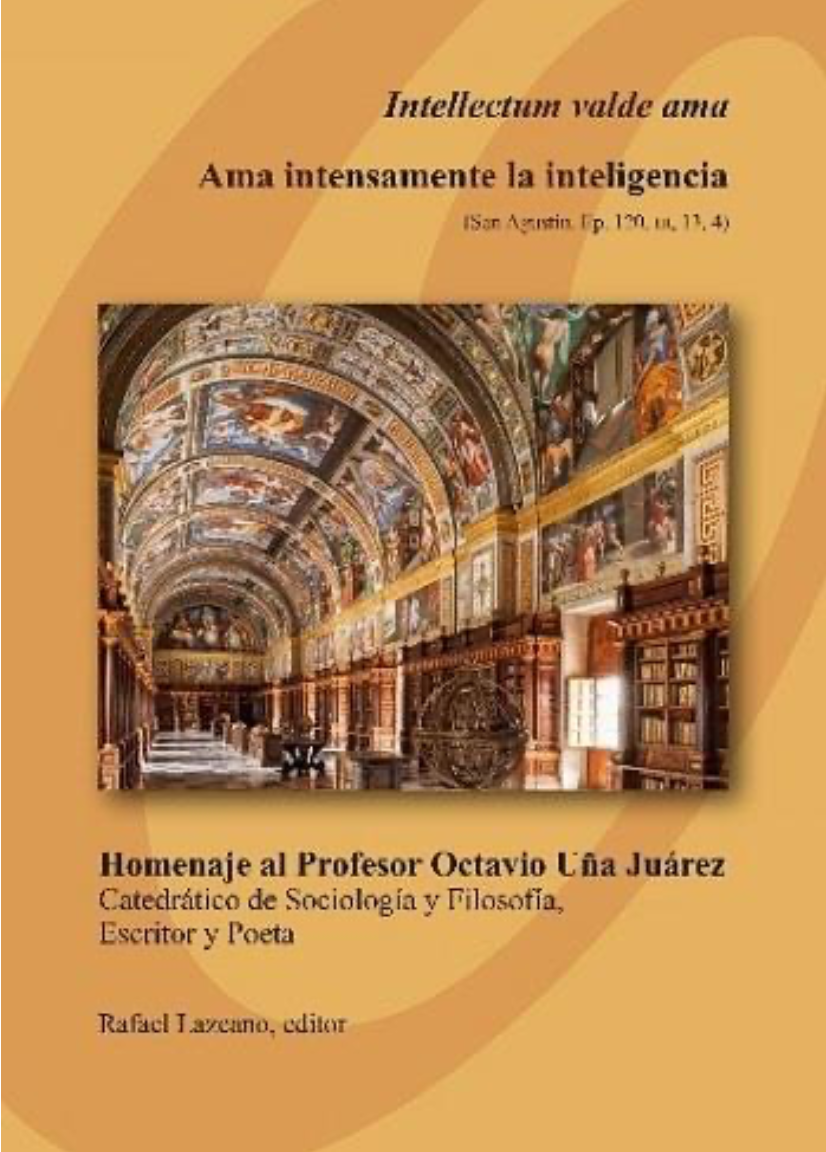
Portada del libro: "Intelectum Valde Ama" - Ama intensamente la intelegencia

### Reseñas
- Autor: Giuliano Tardivo. Revista: Barataria. ISSN 1575-0825. N.º 26. 2019. Páginas 243-248.[17]

- Autor: José Mora Galiana. Revista: Ciudad de Dios. Revista Agustiniana. ISSN 0009-7756. Volumen 223. N.º 1. 2020. Páginas 315-317.[18]

- Autor: Julio Escribano Hernández. Revista: Cuadernos salmantinos de filosofía. ISSN 0210-4857- N.º 47. 2020. Páginas 643-646.[19]

- Autor: Irene Morán Morán. Revista: Almenara. Revista de extremeña de ciencias sociales. ISSN 1880-6285. ISSN-e 2172-7538. N.º 12. 2020. Páginas: 201-205.[20]

- Autor: Josep María Cortés Martí. Revista: RIO. Revista Internacional de Organizadores. ISSN 2013-570X. ISSN-e 1886-4171. N.º 25-26. 2021. Ejemplar dedicado a: Cambios en la escena política de América Latina. Páginas 184-192.[21]

- Autor: Ivón Valdés. Revista: Revista Española de Sociología (RES)[22]

- Autor: Carmen Díaz Margarit. Revista: Barcarola[23]

- Rafael Lazcano González. Revista: Studia Zamorensia. Vol. XX. 2021. Páginas. 177-179.[24]

### Obras Científicas
- Número extraordinario en el IV Centenario de la terminación del Monasterio de San Lorenzo de El Escorial (Anuario Jurídico Escurialense, números XVII-XVIII, 1985-1986, vol. I: 795 pp.; vol. II: 733 pp.) Depósito legal: M-5684-1959 (Autor, coordinador y editor).
- Número extraordinario en el XVI Centenario de la conversión de San Agustín (Anuario Jurídico Escurialense, números XIX-XX, 1987-1988, vol. I: 626 pp.; vol. II: 362 pp.) Depósito legal: M-5684-1959. (Autor, coordinador y editor).

- Sociedad y ejercicios de razón (Escurialenses, 1979) ISBN: 978-84-300-0488-1.

- La comunicación en Karl Jaspers (Editorial de la Universidad Complutense de Madrid, 1983) Depósito Legal: M-19630-1983

- Comunicación y libertad (Escurialenses, 1984) ISBN: 978-84-86161-04-0

- Conocimiento y comunicación (Montesinos, 1989) ISBN: 978-84-7639-111-2

- Materiales para la sociología del conocimiento (Ediciones del Anuario Jurídico y Económico Escurialense, 1 989) ISSN: 1133-3677

- Teoría sociológica y comunicación (AHS, 1991) ISBN: 978-0-9597849-3-4

- Nuevos ensayos de sociología y comunicación (Universitas, 2010) ISBN: 978-84-7991-270- 3

- Filosofía, lenguaje y comunicación (Universidad Pontificia de Salamanca, 1987) ISBN: 978-84-7299-201-6

- El cambio: libertad de expresión y medios de comunicación social (Sotelo Blanco Edicións, 1990) ISBN: 978-84-7824-050-0

- Para comprender la transición española (Ediciones Verbo Divino, 1990) ISBN: 978-84- 7151-639-1

- La sociología. Textos fundamentales (Libertarias-Prodhufi, 1990) ISBN: 978-84-7954-300-6

- Para comprender la teoría sociológica (Ediciones Verbo Divino, 1998) ISBN: 978-84-8169– 239-6

- La mujer en Castilla La Mancha (Ediciones de la Universidad de Castilla La-Mancha, 1999) ISBN: 978-84-89958-73-9

- Políticas culturales y sociedad democrática (Asociación Española de Sociología de la Cultura y de las Artes, 1999) ISBN: 978-84-930426-0-8

- Cuestiones actuales de la sociología de género ( Centro de Investigaciones Sociológicas. Universidad de Santiago de Compostela. Servicio de Publicaciones e Intercambio Científico, 2001) ISBN: 978-84-7476-317-1

- Religión y Sociedad en España y los Estados Unidos (Centro de Investigaciones Sociológicas, 2003) ISBN: 978-84-7476-356-0

- Diccionario de Sociología (ESIC) ISBN: 978-84-7356-359-8

- El urbanismo ante el encuentro de las culturas (Comunidad de Madrid, 2000) ISBN:978- 84-45 1-2812-1

- Visión española del África subsahariana (Ministerio de Defensa. Subdirección General de Publicaciones y Patrimonio Cultural, 2006) ISBN: 978-84-9781-285-6

- Las dimensiones sociales de la globalización (Paraninfo, 2007) ISBN: 978-84-9732-575-2

- Introducción a la Sociología (Universitas, 2009) ISBN: 978-84-7991-269-7

- Analyse comparèe de l’Enseignement de la construction europèenne et de la PESD dans les établissements scolaires des pays de l’Union en Europe de la Dèfense et Opinion Publique (CIDAN, 2009)

- Integración de los inmigrantes a través de los servicios sociales municipales en la Comunidad de Madrid (UNED, 2010) ISBN: 978-84-362-6145-5

- La importancia geoestratégica del África subsahariana (CESEDEN, 2010) ISBN: 978-84- 9781-580-2

- Neurocomunicazione. Applicazioni delle scoperte neuroscientifiche alle Scienze e all’Industria della comunicazione (Aracne Editrice, 2014) ISBN: 978-88-548-6797-0

- La sociología y el Sur de Europa. Italia y España ante el Cambio Climático y el fenómeno migratorio. (EDITORIAL UOC,2018) ISBN: 978-84-9180-371-3

- El juego real de la singularidad humana. Predicción de comportamientos y toma de decisiones en el cerebro coral. La perspectiva de la Neurocomunicación (Universidad Complutense, 2018) ISBN: 978-84-16947-81-2

- Cuestiones sobre el cambio climático (TIRANT LO BLANC, 2020) ISBN: 978-84-18329-41-8

- Iberoamérica país a país (Academia Iberoamericana de Escritores y Periodistas, 2016) ISBN:  978-84-608-8922-9

- Comprender el presente, imaginar el futuro: Nuevas y viejas brechas sociales (Corisco Edizioni, 2018) ISBN: 978-88-98138-32-6

- Inseguridades y desigualdades en sociedades complejas, Introducción con S. Nucera (UNO editorial, 2019 ) ISBN: 978-84-18438-68-4

- Caminos de utopía: las ciencias sociales en las nuevas sociedades inteligentes , Agradecimientos, de Octavio Uña Juárez(UNO editorial, 2023) ISBN: 978-84-19668-52-3.

- Café Comercial, la casa de todos (Muddy Waters Books, 2022) ISBN: 978-84-125552-0-2
- Reflexiones desde la incertidumbre, una obligada reconstrucción social,  Agradecimientos (ACMS, 2023) ISBN: 978-84-1122-768-1

- Sociedades en tiempos de devastación, Bienvenida (ACMS, 2022 ) ISBN: 978-84-18593-87-1
- Sociedades y "Desastres de la guerra", Bienvenida (ACMS, 2023).

### Obras literarias

#### Libros de poesías
- Escritura en el agua (Vox, 1970) ISBN: 978-84-400-2121-2

- Edades de la tierra (Nudo al Alba, 1977) ISBN: 978-84-346-0262-5

- Antemural. De una elegía por Castilla (El Toro de Barro, 1979) ISBN 978-84-85339-08-2

- Castilla plaza mayor de soledades (Vox, 1980; Diputación de Zamora, 1988 y 1996; Dykinson, 2001) ISBN: 978-84- 8155-767-1

- Usura es la memoria (Vox. 1981) ISBN: 978-84-85750-20-7

- Mediodía de Angélica (Enjambre, 1983) ISBN: 978-84-300-8534-7

- Ciudad del ave (Fundación Ramos de Castro. 1984) ISBN: 978-84-398-3081-8

- Labrantíos del mar y otros poemas (Vox, 1986) ISBN: 978-84-85750-29-0

- Cantos de El Escorial (Escurialenses, 1987) ISBN: 978-84-86161-12-5

- Cuando suena el Merlú. Pregón de la Semana Santa de Zamora en el Ateneo de Madrid (Ayuntamiento de Zamora, 2002) Depósito Legal: ZA-Nº23-2002

- Crónicas del océano (Ayuntamiento de Zamora, 2003; Dykinson, 2009) ISBN: 978 -84-9982-307-2

- Estaciones de abril (Dykinson, 2006, 2008 y 2010) ISBN: 978-84-9849-562-1

- Puerta de salvación (Víctor Pozanco, Barcelona, 2003; Dykinson, 2010, 2011) ISBN: 978-84-9982-218-1

- Cierta es la tarde (Vision Libros, 2010 y 2011) ISBN 978-84-9886-956-9

- Plenilunios del Cafetín Croché (Editor Cafetín Croché, 2010)

- Iluminaria. Poesía reunida (1976-2017). (Sial Pigmalión, 2017) ISBN 978-84-17043-38-4

##### Antologías
- Antología poética. I Semana de Poesía. Castilla La-Mancha. Edición de Alfredo Villaverde. (Enjambre, 1982) Depósito Legal: GU-243/82

- Poesía española. Una propuesta. De la generación del 68 a la del 2000. Víctor Pozanco, editor. ISBN 978-84-7457-180-6; Depósito legal: B-44.976-2008

- Poesía española e hispanoamericana. (Sistema de Autoedición Nuñez) Depósito legal: M-40164-1996; ISBN 84-87372-04-X

- Antología de poesía nueva (Asociación Taller Prometeo de Poesía, 1983) ISBN: 978-84-7962-177-3

- Cuadernos para la Investigación de la Literatura Hispánica (Fundación Universitaria Española, Seminario "Menéndez Pelayo", 1986) ISSN: 0210-0061

- Poesía para salvar ríos. (Gráficas Guadiana, 1999) Depósito Legal: CR 455/1999

- Poetas sin fronteras (Verbum, 2000) ISBN: 978-84-7962-1777-3

- Diecisiete años de poesía en veinte años de Café (Vitruvio, 2002) ISBN: 978-84-89795-58-54

- Las encrucijadas del cambio social. Homenaje al profesor José Luís Sequeiros Tizón. Edición de José Pérez Vilariño y Xoán Bouzada Fernández. (Universidad de Vigo y CIS, 2002) Depósito Legal: PO-584/02

- El Quijote en el Café Gijón. IV Centenario. Edición de José Bárcena y José Luis Cabañas. (Zafiro Artes Gráficas, 2005) ISBN 978-84-609-8295-5

- Campus de Poesía. Cinco años en Santa Cruz la Real. Edición de Apuleyo Soto. (Universidad SEK, 2007) Depósito Legal: SG-122/2007

- Maratón de escritores. Edición de Enrique Gracia y Emilio Porta (Visión Libros, 2011) ISBN: 978-84-9983-964-6

- Poesía, 10 años (Cafetín Croché. San Lorenzo de El Escorial, 2011) Depósito Legal: M-44843-2011

- Poemas en la luna. Antología. Edición Concha Pelayo (Liber Factory, 2014) ISBN: 978-84-9949-508-8

- Una ruta literaria por Zamora. Edición de Julio Eguaras. (Semuret, 2014) ISBN: 978-84-9408-685-4

- Homenaje poético. Manuel Quiroga Clérigo siempre. Edición Plaquette Poesía (Búho Búcaro Poesía, 2020) Marca Registrada: M3525869. Clase 41

- Poesía española e hispanoamericana. Edición Biblioteca de Poesía española e hispanoamericana (Madrid, 1996). ISBN: 84-87372-04-X

- Barcarola. Revista de creación literaria. Vol. 98,99 (2021). Página 53
- El Escorial. Antología lírica. Desde el siglo XVI al año 2023. (Ayuntamiento de El Escorial, 2023) ISBN: 978-84-88517-18-0.

##### Estudios sobre la obra poética de Octavio Uña Juárez
- Esperanza contra el viento. Cinco poetas líricos españoles contemporáneos. Gustavo Adolfo Bécquer, Antonio Machado, Juan Ramón Jiménez, Carmen Conde y Octavio Uña. Aparicio T. (1985). Valladolid: Estudio Agustiniano.

- Octavio Uña: La nueva voz de Castilla. Harvey, S. (Ed.) (1988,1989) Madrid/Sydney/Auckland: Vox y Australasian Hispanic Studies Society (AHS)

- La poesía de Octavio Uña. Hernando Cuadrado, L. A. (2005) . Madrid: Dykinson

- Corazón de roble: Viaje por el Duero desde Urbión a Oporto. Escapa, E. (2011) . Madrid: Gadir

- Los versos luminosos de Octavio Uña. (Gerardo González, 2017)

- Poesía casi completa de Octavio Uña (José López Martínez, 2017)